# Европа филхармония
„Европа филхармония“ (Europa Philharmonie) е симфоничен оркестър, чиито членове са от страните на Европейския съюз, както и музиканти от цял свят, намерили своя дом в Европа. Оркестърът е със седалище в Германия - понастоящем в провинция Баден-Вюртемберг, а по-рано - в Саксония-Анхалт.
Основател и главен диригент е Райнхард Зийхафер. Той заема и длъжността художествен директор на Управителния съвет, състоящ се от членове на „Европа филхармония“, работещи безвъзмездно. Създадена е фондацията „Приятели на Европа филхармония“.

## История
Идеята за европейски оркестър се появява през 1996 година в Гьорлиц, след падането на Берлинската стена и разделителните граници на Европа. По идея на проф. Волф-Дитер Лудвиг и главния диригент Райнхард Зийхафер е създаден оркестър с името „Младежка европейска филхармония“. От 1998 година тя е преименувана на „Европа филхармония“. Оркестърът се утвърждава чрез съвместната работа с интенданта Фери Томашик и световните гастроли като посланици на Германия.
Първия си концерт оркестърът изнася през 1996 година с предаване на живо по 3SAT в цяла Европа. Концертът се предава от гьорлицката църква „Свети Петър“ (Peterskirche). Благодарение на съвместната работа с фондация „Крейсау/Krzyzowa за европейско развитие“ и под диригентството на Зийхафер звучи Симфония № 2 „Възкресение“ от Густав Малер.
Между 1998 и 2007 г. седалище на оркестъра е замъкът Хундисбург в провинция Саксония-Анхалт. Той е сред най-значимите барокови замъци в Северна Германия. От 2008 година оркестърът се премества в Баден-Вюртемберг.
Значението на „Европа филхармония“ за толерантна и обединена Европа се вижда и от подкрепата на германския и полския държавни глави и председателя на немския парламент. Дейността на „Европа филхармония“ се подкрепя и от работата на настоятелството „Неразделна Европа“ и личности като проф. Курт Мазур, починалата Лея Рабин и проф. д-р Дитер Щолте.

## Концерти
- През 2002 г., по случай 30-годишния юбилей от установяване на дипломатически взаимоотношения между Германия и Китай, „Европа филхармония“ гостува в Шанхай, Пекин и още 5 големи китайски града.
- През 2004 г. „Европа филхармония“ става първият симфоничен оркестър в света, който свири в Йемен и неговата столица Санаа. Концертът се изнася в присъствието на държавния глава на Йемен, президента на германския парламент Волфганг Тирзе и министъра на културата и туризма на Йемен Халид Ал-Реуайшан. Концертът е озаглавен „Санаа — културна столица на арабския свят“. Освен поканените гости още 5 000 слушатели се наслаждават на уникалния концерт пред кулисите на стария град Санаа. Телевизионни предавания на живо от концерта има в целия арабски свят. Други спирки от турнето са Абу Даби, Аджман, както и султанатът Оман, където оркестърът свири традиционен новогодишен концерт.
- През 2004 г. по случай предстоящото влизане на Кипър в Европейския съюз филхармонията изнася празничен концерт в кипърската столица Никозия под надслов „Добре дошли в Европа“, който е излъчван директно по телевизията.
- През 2005 година по случай 60 години от края на Втората световна война оркестърът предприема концертно турне от Кефалония през Атина до Крит като посланик на Германия. В програмата на турнето са включени места, на които са извършвани масови екзекуции по време на войната, както и области, в които населението е жертва на кръвопролития.
- През 2005 г. на коледен галаконцерт в Анталия, Турция оркестърът е награден за неговите заслуги за културното сближаване на народите.